# 日本船舶機関士協会
一般社団法人日本船舶機関士協会（にほんせんぱくきかんしきょうかい）は、船舶機関士で構成された職能団体。

## 概要
- 所在：東京都千代田区麹町4丁目5番地　海事センタービル5F
- 会長：井手祐之

## 沿革
- 1947年9月20日 - 任意団体である日本船舶機関士協会発足
- 1952年9月27日 - 社団法人化